# 愛と暴力のレッスン
『愛と暴力のレッスン』（あいとぼうりょくのレッスン、英: Lessons in Love and Violence）は、ジョージ・ベンジャミン作曲、マーティン・クリンプ脚本によるオペラ。イングランド王エドワード2世とピアーズ・ギャヴィストンの話に基づくこのオペラは、2018年5月10日にロンドンのロイヤル・オペラ・ハウスで初演され、指揮はジョージ・ベンジャミンが、演出・監督はケイティ・ミッチェルが務めた。この作品は、オランダ国立歌劇場、ハンブルク州立歌劇場、リヨン国立オペラ、シカゴ・リリック・オペラ、バルセロナのリセウ大劇場、マドリードのテアトロ・レアルの共同制作によって完成した。
このオペラは、クリストファー・マーロウの戯曲『エドワード二世』で描かれた、エドワードとギャヴィンストン（1312年に暗殺）、モーティマーによるエドワード2世廃位（1327年）、エドワード3世によるモーティマー・イザベラ・オブ・フランス打倒（1330年）といった出来事を扱っている。
オペラは前半4場、後半3場の2幕に分かれ、休憩なしで上演される。劇中、エドワード王は名前では呼ばれず、ただ「王」と言及される。また、エドワード2世の妃であるイザベラ王妃も同様、単にイザベラ、息子でのちのエドワード3世も、エドワードの名ではなく「少年、のちの若王」として言及されている。ガヴェストンと仇敵モーティマーは名前で呼ばれる。

## 編成

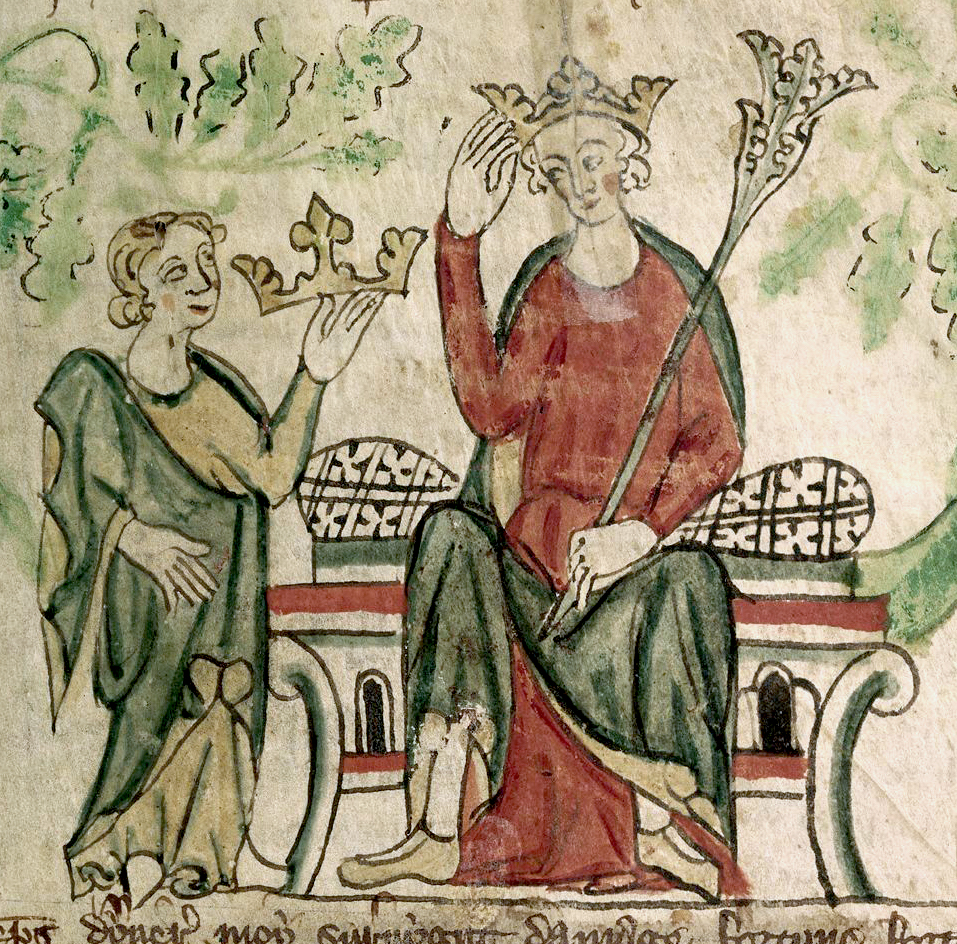
同時代に描かれた、イングランドの王冠を受けるエドワード2世

| 配役                          | 声種           | 初演キャスト、 2018年5月10日 (指揮者: ジョージ・ベンジャミン) |
| ----------------------------- | -------------- | ------------------------------------------------------------- |
| 王                            | バリトン       | ステファヌ・デグー                                            |
| イザベル                      | ソプラノ       | バーバラ・ハンニガン                                          |
| ガヴェストン / ストレンジャー | バリトン       | ギュラ・オレント                                              |
| モーティマー                  | テノール       | ピーター・ホーレ                                              |
| 少年 / 若王                   | テノール       | サミュエル・ボーデン                                          |
| 少女                          | 歌唱なし       | オーシャン・バリントン=クック                                 |
| 証人1 / 歌手1 / 女性1         | ソプラノ       | ジェニファー・フランス                                        |
| 証人2 / 歌手2 / 女性2         | メゾ・ソプラノ | クリスティーナ・スザボ                                        |
| 証人3 / マッドマン            | バス・バリトン | アンドリ・ビョルン・ロバートソン                              |

## あらすじ

### 第1幕
第1場　モーティマー、領民が戦争と飢餓で苦しんでいるさなかに愛人のガヴェストンに執着する王を批判する。王はモーティマーの土地と財産を剥奪する。
第2場　モーティマー、困窮する民の代表達らと連れ立って王妃イザベルと対面することで、イザベルに王の職務怠慢を印象づける。
第3場　ガヴェストン、王邸での余興のさなかに捕らえられる。
第4場　王、ガヴェストンの死の報せを受けて、イザベルを拒絶する。

### 第2幕
第1場　イザベルはいまやモーティマーと住んでいる。二人は王の息子（少年）に、自身が真の王だと信じている狂人（マッドマン）を見せ、王の息子に王位を主張するよう諭す。
第2場　王は獄中に囚われている。モーティマーは王に退位を迫る。ガヴェストンの姿で現れた死が、王の命を奪う。
第3場　王の息子、王位に就く。母のイザベルを拒絶し、モーティマーの死を画策する。

## 作品の評価
イギリスの論評において、このオペラは多少の留保付きながらも好意的に迎えられた。『ガーディアン』誌の批評は以下のように書いた：「演出のありとあらゆる面に対して細心の注意が払われているにもかかわらず、舞台の主導権を握っているのはしばしばオーケストラの音楽であることが多く、まるでオペラの優先順位が逆転してしまったかのようである。この悲劇は、魅力的な音楽によって盛り上げられているというよりも、音楽のための口実になっている」。また、『デイリー・テレグラフ』誌は「コヴェント・ガーデンが[このオペラに]受けた印象は、興奮や感動というよりも感銘だった。洗練された作品ではありながら、ベンジャミンとクリンプは『リトゥン・オン・スキン』から進歩しておらず、同じゲームをプレイためにカードをシャッフルしただけだ」と書いた。一方、『ザ・ステージ』誌はこのオペラを称賛し、「ジョージ・ベンジャミンは、エドワード2世に関する新作で、ふたたびオペラの名手ぶりを発揮させた」と報じた。